# Вулиця Ольги Басараб (Львів)
Ву́лиця О́льги Басара́б — вулиця у Личаківському районі міста Львова, в місцевості Снопків. Прямує від перехрестя вулиць Зеленої та Водогінної до вулиці Генерала Тарнавського.
Прилучаються вулиці Йосифа Сліпого та Патріарха Любомира Гузара.

## Історія
На початку XX століття вулиця мала назву Стальмаха, на честь польського громадського діяча Павла Стальмаха. У 1945 році отримала назву Брюсова, на честь російського поета Валерія Брюсова. Сучасна назва — з 1992 року, на честь української громадської та політичної діячки Ольги Басараб.

## Забудова
В архітектурному ансамблі вулиці Ольги Басараб переважає радянський конструктивізм 1960-х—1970-х років, а також присутня забудова у стилі польського конструктивізму 1930-х років. Будівля колишнього Дому студентів ветеринарії (вул. Ольги Басараб, 1) внесена до Реєстру пам'яток архітектури місцевого значення м. Львова.
№ 1 — колишній Дім студентів ветеринарії, споруджений у 1931 році за проєктом Тадеуша Пісевича. На початку 1942 року у Львівській державній бібліотеці німецькою окупаційною планувалося створити два відділи. До відділу 1 увійшла також й бібліотека Академії ветеринарної медицини, що на часі німецької окупації Львова у 1941—1944 роках містилася у цьому будинку. Від радянських часів тут міститься гуртожиток № 1 Львівського ветеринарного інституту (нині — Львівський національний університет ветеринарної медицини та біотехнологій імені Степана Ґжицького). Будівля гуртожитку внесена до Реєстру пам'яток архітектури місцевого значення під охоронним № 671-м.
№ 2 — будинок, в якому міститься цілодобове стаціонарне відділення № 2 КНП ЛОР «Львівський обласний клінічний психоневрологічний диспансер».
№ 3 — шестиповерхова будівля споруджена у 1972 році, як гуртожиток технічного училища.
№ 3а — гуртожиток № 1 ЛНМУ імені Данила Галицького.
№ 4 — у будинку за Польщі функціонувала змішана гімназія Святої Софії та Академічний дім (гуртожиток) фундації Германа. Нині тут розташована Львівська середня загальноосвітня школа I—III ступенів № 49, що входить до складу Інноваційно-навчально-науково-виробничого комплексу «Школа-Коледж-Університет-Підприємство», створений при Національному університеті «Львівська політехніка».
22 січня 2024 року, в День Соборності України, на фасаді Львівської середня загальноосвітня школа № 49, відкрили меморіальну таблицю в пам'ять про розвідника, Героя України, львів'янина, випускника школи Олега Бабія.
№ 9 — будинок споруджений у 1930-х роках в стилі функціоналізму. Вхідний портал з дашком та оздоблений рустованими балюстрадами. Над входом плавно втоплене у фасад стрічкове скління. Збереглася оригінальна віконна столярка та щогла-флагшток.

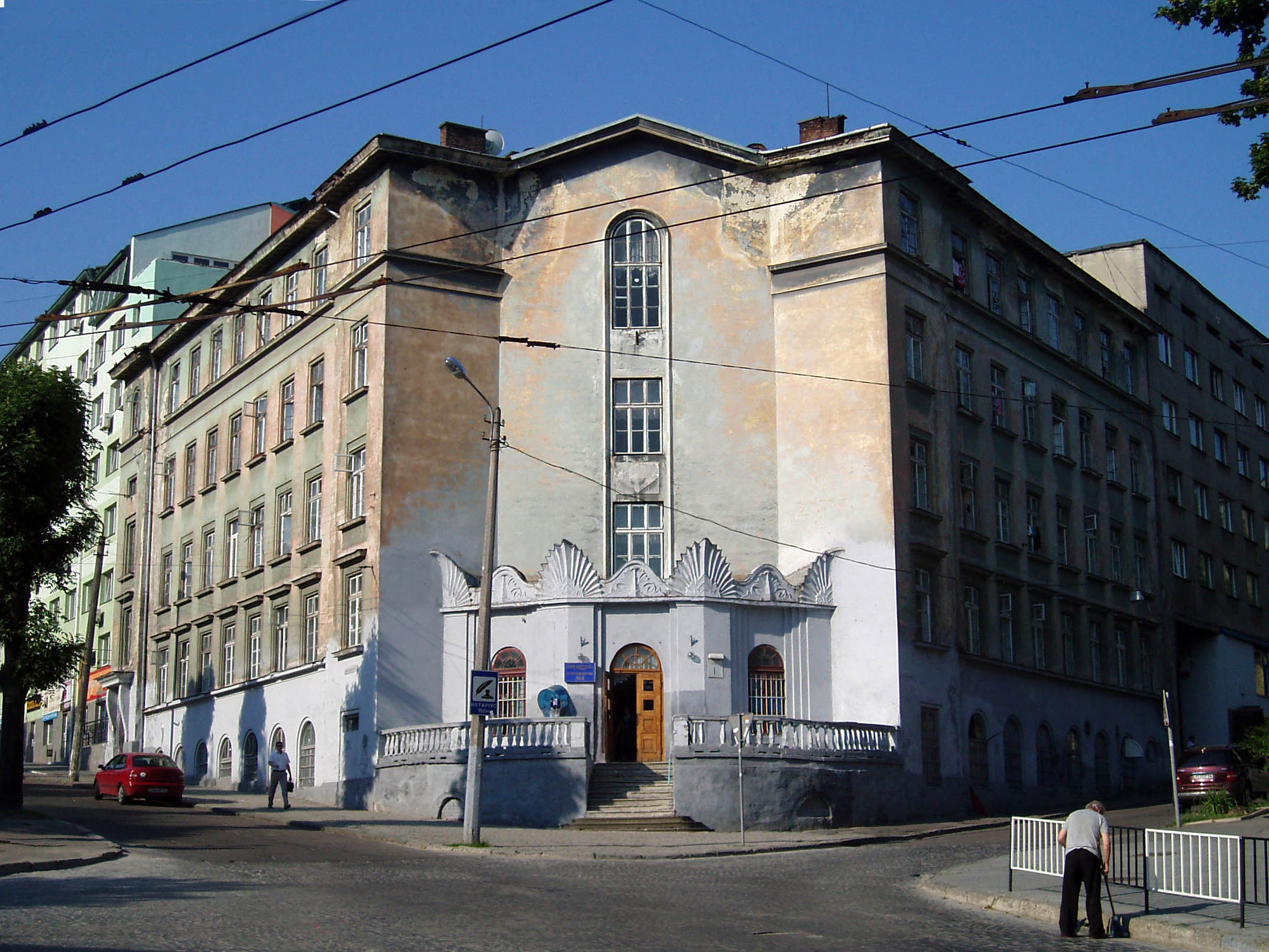
Будинок № 1
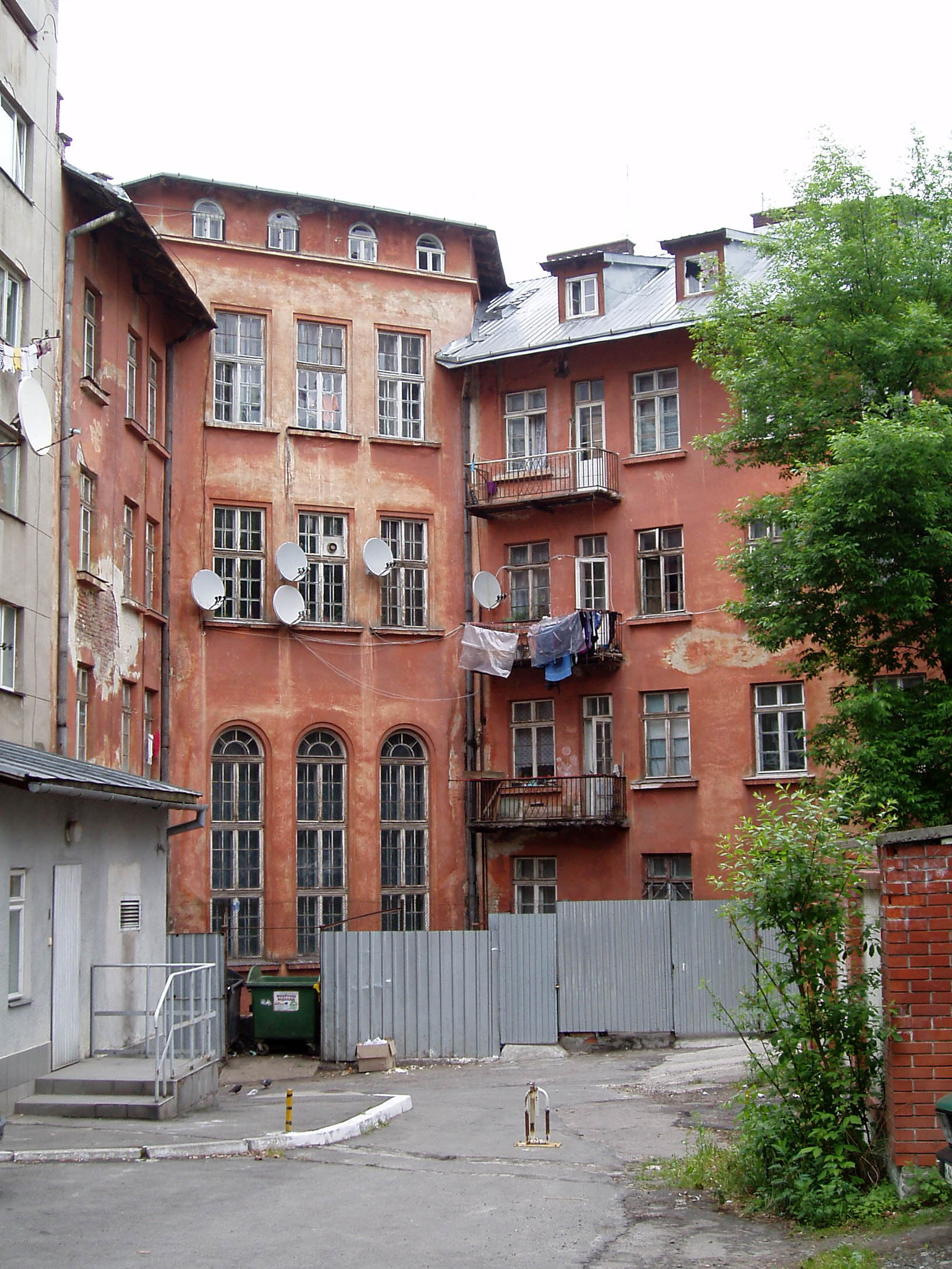
Подвір'я будинку № 1
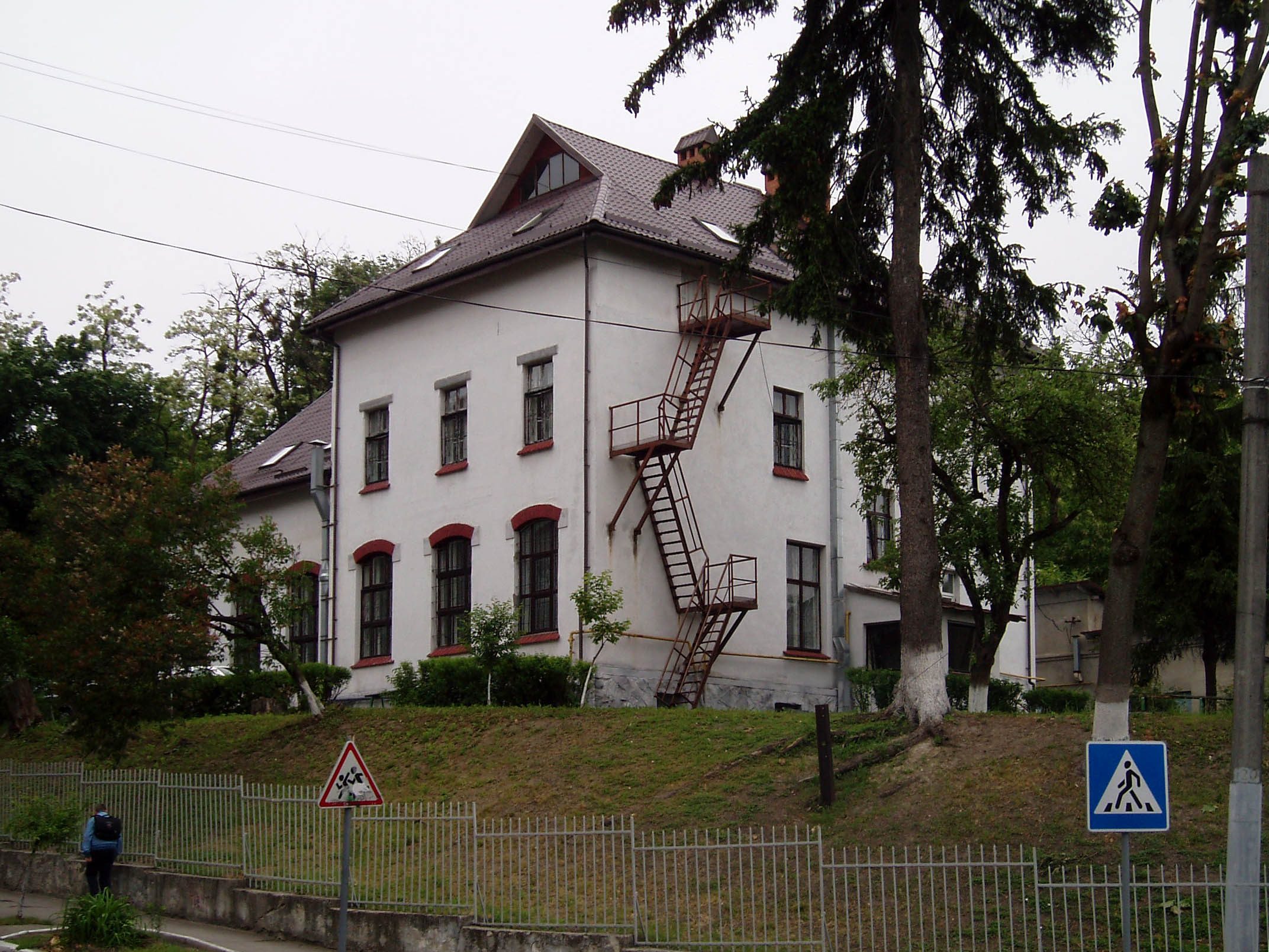
Будинок № 2